# Distretto di Thepha
Il distretto di Thepha (in thailandese: เทพา) è un distretto (amphoe) della Thailandia, situato nella provincia di Songkhla.